# Janet E. Smith
Janet E. Smith (1950) es profesora de teología moral y la Father Michael J. McGivney Chair of Life Issues en el Seminario Mayor del Sagrado Corazón en Detroit en los Estados Unidos. Enseñaba anteriormente en la Universidad de Notre Dame y en la Universidad de Dallas. Es consultora del Pontificio Consejo para la Familia.
Se conoce por su adherencia al catolicismo y también por su lectura titulada Contracepción: ¿Por qué no?